# Liste der Kulturgüter in Pailly
Die Liste der Kulturgüter in Pailly enthält alle Objekte in der Gemeinde Pailly im Kanton Waadt, die gemäss der Haager Konvention zum Schutz von Kulturgut bei bewaffneten Konflikten, dem Bundesgesetz vom 20. Juni 2014 über den Schutz der Kulturgüter bei bewaffneten Konflikten sowie der Verordnung vom 29. Oktober 2014 über den Schutz der Kulturgüter bei bewaffneten Konflikten unter Schutz stehen.
Objekte der Kategorie A sind im Gemeindegebiet nicht ausgewiesen, Objekte der Kategorie B sind vollständig in der Liste enthalten, Objekte der Kategorie C fehlen zurzeit (Stand: 13. Oktober 2021).

## Kulturgüter
| Foto |                                                              | Objekt                                                                                          | Kat. | Typ | Standort                              | Beschreibung |
| ---- | ------------------------------------------------------------ | ----------------------------------------------------------------------------------------------- | ---- | --- | ------------------------------------- | ------------ |
| BW   | Datei hochladen · Wikidata zu Burgruine Bourjod (Q29891394)  | Ruinen der mittelalterlichen Burg Bourjod / Ruines du château médiéval de Bourjod KGS-Nr.: 6394 | B    | F   | Pailly 541383 / 170913                |              |
| BW   | Datei hochladen · Wikidata zu Bauernhof La Croix (Q29891392) | Bauernhof La Croix / Ferme La Croix KGS-Nr.: 6395                                               | B    | G   | Route d’Essertines 10 541389 / 172952 |              |
| BW   | Datei hochladen · Wikidata zu Reformierte Kirche (Q29891397) | Reformierte Kirche / Temple KGS-Nr.: 6396                                                       | B    | G   | Ruelle de l’Eglise 5 541406 / 172297  |              |